# Barabás Jenő
Barabás Jenő (Böde, 1920. március 25. – Budapest, 1994. június 8.) magyar néprajzkutató, egyetemi tanár, a magyar népi építészet kiemelkedő 20. századi tudósa, a Magyar néprajzi atlasz kezdeményezője és szervezője.

## Életútja
Felsőfokú tanulmányait 1938-ban a pécsi Erzsébet Tudományegyetemen kezdte meg, majd az első tanév után, 1939-től a budapesti Pázmány Péter Tudományegyetemen folytatta. 1944-ben vette át történelem–földrajz szakos tanári oklevelét, majd a fővárosban helyezkedett el középiskolai tanárként. 1947-ben bölcsészdoktori oklevelét is megszerezte, és a következő évben a Néprajzi Múzeum munkatársa lett. Rövid idő teltével a Múzeumok és Műemlékek Országos Központjának alkalmazásába került, 1952-ben pedig meghívást kapott a fővárosi Eötvös Loránd Tudományegyetem tárgyi néprajzi tanszékére. Előbb tanársegédként, majd adjunktusként, végül docensként végezte a tanszéki oktatómunkát 1990-es nyugdíjazásáig. 1981–1985 között, majd 1987–1989 között a tárgyi néprajzi tanszék vezetője volt. Nyugdíjazása után címzetes egyetemi tanárként segítette az egyetemen folyó néprajzi képzést.

## Munkássága
Mályusz Elemér tanítványaként pályájának korai szakaszában elsősorban népiségtörténeti kérdések vonzották érdeklődését, behatóan foglalkozott Marosszék településtörténetével. Tudományos kutatásainak fókusza fokozatosan a magyar népi építészet és a néprajzi térképezés felé fordult. Monografikus összefoglalásokat készített a Kárpát-medencei magyar népi építészet tipológiájáról és táji tagolódásáról, jelentősen hozzájárult a zalaegerszegi és szombathelyi skanzenek létrehozásához. Kezdeményezésének köszönhetően indultak meg a Magyar néprajzi atlasz térképezési munkálatai.
Kandidátusi értekezését 1960-ban védte meg a néprajzi térképészeti módszertan témakörében, 1987-ben pedig a néprajztudomány doktora lett. Tudományos érdemei elismeréseként 1981-ben átvehette a Györffy István-emlékérmet, 1992-ben pedig a Herder-díj kitüntetettje volt.

### Főbb munkái
- Barabás Jenő: Kartográfiai módszer a néprajzban. Budapest: Akadémiai. 1963.   189 o.
- Barabás Jenő: Békés megye néprajza a XVIII. században. Gyula: Erkel Ferenc Múzeum. 1964.  = A Gyulai Erkel Ferenc Múzeum Kiadványai,  58–59.  67 o.
- Szolnok megye néprajzi atlasza. Barabás Jenő ... közreműködésével szerk. Szabó László és Csalog Zsolt. Szolnok: Damjanich Múzeum. 1974.  ISBN 963-01-1127-6
- Barabás Jenő – Gilyén Nándor: Vezérfonal népi építészetünk kutatásához. Budapest: Műszaki. 1979.  ISBN 963-10-2750-3  185 o.
- Barabás Jenő – Gilyén Nándor: Magyar népi építészet. Budapest: Műszaki. 1987.  ISBN 963-10-6821-8  203 o.
- Magyar néprajzi atlasz. Szerk. Barabás Jenő. Budapest: Akadémiai. 1987–.  ISBN 963-05-4076-2